# El Harith Ben Hilliza
El Harith Ben Hilliza, (arabe : الحارث بن حلزة اليشكري) était un poète arabe de la période pré-islamique, mort vers 580 apr. J.-C. Il aurait été lépreux, appartenait à la tribu chrétienne des Banu Bakr ben Wa'il.

## Biographie
On sait peu de choses de ce poète. On le voit fréquenter les rois de Hira, et notamment 'Amr ben Hind, à l'occasion d'un différend opposant les Bakr et leurs cousins, les Taghlib : des Bakr auraient empêché des Taghlib de s'abreuver à un point d'eau lors une expédition exigée par le roi, et auraient ainsi provoqué leur mort ; la demande de réparation n'ayant pas abouti, les deux parties cherchent un arbitrage auprès de 'Amr. Dans son poème, El Harith lie intelligemment sa cause à celle du roi, alors que son adversaire, 'Amr ben Koulthoum, qui représente les Thaglib, offense le roi en affirmant son indépendance et la puissance de sa tribu.
Son génie poétique lui a valu de figurer parmi l'élite assez restreinte, primée par les Mu'allaqât (poèmes publiés sur les murs de la Ka'ba). À ce propos, dans son Tabaqât Ibn Sallâm al-Jumahî rapporte que ce poète, parce que lépreux, avait improvisé derrière un rideau sa mu'allaqa, dans une assemblée d'Amr ben Koulthoum. Et celui-ci fut tellement impressionné par la beauté du poème qu'il ordonna de lever le rideau en guise d'admiration.

## Extraits
L'extrait de la mu'allaqât traduite par Pierre Larcher, montre d'abord comment Ben Hilliza critique son adversaire (v. 21-24) :
Ô toi qui parles, et qui brodes sur notre compte

Auprès de 'Amr, cela va-t-il encore durer ?

Ne nous crois pas touchés par ta charge ! Déjà

Les ennemis, avant, nous avaient calomniés...

Toujours à la haine affrontés, debout nous tiennent

Nos châteaux et une gloire, sûre d'elle-même,

Qui, dès avant ce jour, avait blanchi les yeux

Des gens, tant elle est, oui, irascible et rebelle !
Il montre également comment les membres de sa tribu ont contribué à libérer Imrou'l Qays, proche du roi (v. 58).
Nous avons libéré 'Imroulqays du carcan,

Où, bien longtemps, il fut prisonnier et souffrant.

## Référence
- Les Mu'allaqât, Les Sept poèmes pré-islamiques, préfacés par André Miquel, traduits et commentés par Pierre Larcher, collection Les immémoriaux, Fata Morgana (2000).